# Кассий (Бану Каси)
Ка́ссий (лат. Cassius; конец VII—первая половина VIII веков) — граф сначала на службе у правителей Вестготского королевства, затем Омейядского халифата. Родоначальник муваладской семьи Бану Каси.

## Биография
О жизни и деятельности Кассия известно только из сообщений позднейших хроник испано-мусульманских авторов. Имя его отца точно не установлено, но в некоторых генеалогиях им указан некий граф Борхи Фортун. Неизвестно также, какой пост при вестготах занимал граф Кассий. Исторические хроники приводят несколько вариантов его возможных владений, связанных с землями в верхнем течении реки Эбро — города Арнедо, Эхеа или Борха. На основании этих данных историки предполагают, что Кассий мог быть графом Баскской марки, административный центр которой располагался в Олите, в чью обязанность входила защита северных областей Вестготского королевства от набегов басков. Некоторые арабские историки называют графа Кассия сторонником короля Витицы, но в документах начала VIII века упоминаний об этом не найдено.
Вскоре после арабского вторжения на Пиренейский полуостров, мусульманский военачальник Муса ибн Нусайр занял Риоху. Среди прибывших выразить свою покорность завоевателям, был и граф Кассий (упоминается в средневековых арабских хрониках как kumis Kasi). Неизвестно, сам ли Кассий выразил желание перейти в ислам, или это была инициатива Мусы, которого арабо-мусульманские историки называли покровителем графа, но в 714 году Кассий был обращён в новую веру (ислам суннитского толка) Хасаном ибн Йассаром ал-Худхали, будущим кади Сарагосы. В этом же году граф Кассий, а также несколько других знатных вестготов, совершил вместе с Мусой поездку ко двору халифа в Дамаске. Неизвестно точно, при каком из халифов Кассий был в Дамаске: при Валиде I, умершем 25 февраля 715 года, или уже при его преемнике Сулеймане. Допущенный на аудиенцию к халифу, он принёс ему клятву верности и торжественно отказался от христианской веры, хотя неизвестно, принял Кассий ислам ещё в Испании, или уже в Дамаске.
Утверждённый халифом в качестве правителя своих прежних владений, Кассий возвратился в Испанию, где, несмотря на преследования, которым подвергся Муса ибн Нусайр со стороны халифа Сулеймана, продолжил поддерживать со своим покровителем дружественные отношения и женил своего старшего сына Фортуна ибн Каси на внучке Мусы, Аише, которая также была и внучкой короля вестготов Родериха. О дальнейшей судьбе графа Кассия ничего неизвестно, кроме названий связанных с ним различных городов (Арнедо, Тарасона, Тудела и Нахера), где он, возможно, был правителем.
Хроники свидетельствуют, что у графа Кассия от неизвестной по имени жены было пять сыновей:
- Фортун ибн Каси (ранее 714—середина VIII века) — глава семьи Бану Каси, возможно, правитель Арнедо и Сарагосы
- Абу Таур (упоминается в 778) — вали Уэски
- Абу Салама — родоначальник семьи Бану Салама[кат.]
- Йунус
- Йахъя